# Mokre Ogrody
Mokre Ogrody – osada w Polsce położona w województwie wielkopolskim, w powiecie nowotomyskim, w gminie Lwówek.
W okresie Wielkiego Księstwa Poznańskiego (1815-1848) miejscowość wzmiankowana jako folwark Mokre ogrody należała do wsi większych w ówczesnym powiecie bukowskim, który dzielił się na cztery okręgi (bukowski, grodziski, lutomyślski oraz lwowkowski). Folwark Mokre ogrody należał do okręgu lwowkowskiego i stanowił część majątku Lwówek Zamek (niem. Neustadt), którego właścicielem był wówczas (1837) Antoni Łącki. W skład rozległego majątku Lwówek Zamek wchodziło łącznie 36 wsi. Według spisu urzędowego z 1837 roku folwark Mokre ogrody liczył 10 mieszkańców, którzy mieszkali w jednym dymie (domostwie).
W latach 1975–1998 miejscowość administracyjnie należała do województwa poznańskiego.